# Вознесенський Микола Олексійович
Мико́ла Олексі́йович Вознесе́нський (18 листопада (1 грудня) 1903 року, село Тепле Чернського повіту, Тульська губернія — 1 жовтня 1950 року, Ленінград) — радянський політичний і державний діяч, економіст. Доктор економічних наук (1935). Член Комісії радянського контролю при РНК СРСР у 1934—1939 роках. Член ЦК ВКП(б) у 1939—1949 роках. Кандидат у члени Політбюро ЦК ВКП(б) з 21 лютого 1941 по 26 лютого 1947 року, член Політбюро ЦК ВКП(б) з 26 лютого 1947 по 7 березня 1949 року, депутат Верховної Ради СРСР 2-го скликання. Депутат Верховної Ради УРСР 2-го скликання. Академік АН СРСР (27.09.1943). Лауреат Сталінської премії (1947).
Заарештований та визнаний винним за «ленінградською справою», засуджений до розстрілу.

## Біографія
Народився в селі Тепле Чернського повіту Тульської губернії в родині службовця лісової контори.
Батько, Олексій Дмитрович, був молодшим прикажчиком у лісопромисловця, мати — Любов Георгіївна. Його старший брат — відомий радянський економіст Олександр Вознесенський.
У 1914 році закінчив приходське училище. З червня по серпень 1917 року — учень в магазині та учень приватної столярної майстерні. У квітні 1918 року закінчив чотирикласне міське училище міста Чернь Тульської губернії.
У травні 1918 — травні 1919 року — конторник-машиніст Чернського повітового земельного відділу.
У червні — листопаді 1919 року — секретар відділу друку Чернського повітового комітету РКП(б).
Член РКП(б) з серпня 1919 року.
З грудня 1919 по квітень 1920 року очолював Чернську повітову комсомольську організацію. У 1920 році був висунутий в Тульський губернський комітет комсомолу, очолював планово-фінансовий відділ. У травні 1920 — травні 1921 року — головний редактором Тульської газети «Юний комунар».
У червні 1921 року був направлений на навчання в Комуністичний університет імені Свердлова в Москві, який закінчив у лютому 1924 року.
У березні 1924 — червні 1926 року — завідувач відділу агітації і пропаганди Єнакіївського районного комітету КП(б)У. У липні 1926 — червні 1927 року — секретар партійного комітету Єнакіївського металургійного заводу Артемівського округу УСРР.
У липні 1927 — липні 1928 року — заступник завідувача відділу агітації і пропаганди Артемівського окружного комітету КП(б)У.
У серпні 1928 року Миколу Вознесенського направили на навчання в економічний Інститут червоної професури. З квітня 1931 року викладав у цьому ж інституті. З початку 1930-х років почали з'являтися його праці, присвячені аспектам економічної політики радянської влади. У 1935 році захистив дисертацію і йому було присуджено вчений ступінь доктора економічних наук.
Одночасно, з 1932 по лютий 1934 року працював старшим інспектором, керівником групи планування і обліку Центральної контрольної комісії ВКП(б) — Народного комісаріату робітничо-селянської інспекції СРСР.
У лютому 1934 — січні 1935 року — член групи фінансів і звітності Комісії радянського контролю при РНК СРСР.
У лютому — березні 1935 року — уповноважений Комітету радянського контролю при РНК СРСР по Донецькій області.
У березні 1935 — червні 1937 року — голова Ленінградської міської планової комісії. У червні — листопаді 1937 року — заступник голови виконавчого комітету Ленінградської міської ради.
У листопаді 1937 року призначений заступником голови Державної планової комісії при Раднаркомі СРСР. З 19 січня 1938 по 10 березня 1941 і з 8 грудня 1942 по 5 березня 1949 року — голова Державної планової комісії при Раднаркомі (Раді міністрів) СРСР.
З 4 квітня 1939 року — заступник, з 10 березня 1941 по 19 березня 1946 року — 1-й заступник голови Ради народних комісарів СРСР. На цій посаді він, як зазначає д-р іст. наук Хлевнюк, «виконував основну частину роботи в уряді». У 1938—1950 роках був депутатом Верховної Ради РРФСР по Єфремовському виборчому округу.
У роки Німецько-радянської війни був членом Державного Комітету оборони (ДКО) і членом комітету при РНК СРСР з відбудови господарства в районах, звільнених від німецько-фашистських окупантів. Відразу після війни включений до складу Спеціального комітету при ДКО — для спрощення постачання проекту з виробництва атомної зброї. З 19 березня 1946 по 7 березня 1949 року — заступник голови Ради міністрів СРСР.
З 21 лютого 1941 року був кандидатом у члени, а з 26 лютого 1947 року став членом Політбюро ЦК ВКП(б). 27 вересня 1943 року був обраний дійсним членом АН СРСР по Відділенню економіки і права. У 1947 році опублікував монографію «Військова економіка СРСР в період Вітчизняної війни» за яку був удостоєний Сталінської премії першого ступеня (1948 рік).
У березні 1949 р. у зв'язку з «ленінградською справою» знятий з усіх посад, 7 березня знятий з посади заступника голови Ради міністрів СРСР і виведений зі складу Політбюро ЦК, а у вересні 1949 опитуванням виключений зі складу ЦК ВКП(б). 27 жовтня 1949 року заарештований, вночі 30 вересня 1950 року засуджений до виняткової міри покарання за «ленінградською справою». Через годину після винесення вироку був розстріляний. Реабілітований 30 квітня 1954 року. КПК при ЦК КПРС підтверджено членство в партії.

## Родина
Дружина — з 1928 року Марія Андріївна Литвинова (1909—2000). Дочки — Майя і Наталя.

## Нагороди
- два ордени Леніна (21.02.1941; 29.05.1944)
- Сталінська премія
- медалі

Був позбавлений всіх нагород 11 грудня 1952 року, після посмертної реабілітації — нагороди відновлені.

## Пам'ять
Ім'я Вознесенського присвоєне в 1963 році Ленінградському фінансово-економічному інституту (нині Санкт-Петербурзький університет економіки і фінансів).